# Emanuele Riverso
Emanuele Riverso (Napoli, 23 dicembre 1928 – Napoli, 4 maggio 2007) è stato un filosofo italiano.

## Biografia
Emanuele Riverso si laurea in filosofia nel 1951 presso l'Università di Napoli. Dal 1961 è docente di Storia della filosofia presso l'Università di Salerno. Nel 1966 riceve il Premio Nazionale “Tetradramma d'oro”.
Dal 1982 per cinque anni è professore associato all'Università degli Studi di Napoli Federico II. Dal 1987 diventa ordinario di Filosofia del linguaggio all'Università di Salerno fino al 2001.
Nel 1998 fu inserito tra i 500 intellettuali più importanti d'Europa. Nel 2002 tra i 2000 intellettuali “eccellenti” del XXI secolo.
I suoi studi hanno spaziato dalla filosofia critica ed analitica, alla logica formale e la pedagogia, è stato esperto in problemi di linguistica, con particolare specializzazione nei rapporti tra cultura occidentale e cultura islamica e di filosofia delle scienze e delle culture. La sua attività ha portato alla pubblicazione di 45 volumi, 26 traduzioni e curatele ed oltre 500 articoli scientifici.

## Opere
- Intorno al pensiero di Karl Barth. Colpa e giustificazione nella reazione antiimmanentistica del "Roemerbrief" barthiano, 1951.
- La teologia esistenzialistica di Karl Barth, 1955.
- La costruzione interpretativa del mondo, analizzata dall'epistemologia genetica, 1956.
- Metafisica e scientismo. Con un'appendice sulla logica di C.S.Peirce, 1957.
- Il pensiero di Bertrand Russell. Esposizione storicocritica, 1958.
- Introduzione alla filosofia e all'analisi del linguaggio, 1960.
- Dalla magia alla scienza, 1961.
- I problemi della conoscenza e del metodo nel sensismo degl'ideologi, 1962.
- Analisi dell'esperienza estetica, 1963.
- Il pensiero occidentale. Corso di storia della filosofia, 1964.
- Le tappe della pedagogia nel mondo occidentale, 1964.
- l pensiero di Ludovico Wittgenstein, 1964.
- Natura e logo. La razionalizzazione dell'esperienza da Omero a Socrate, 1966.
- La filosofia analitica in Inghilterra, 1969.
- Il pensiero di Ludovico Wittgenstein, 1970.
- La filosofia oggi, 1971.
- Individuo, società e cultura. Introduzione alla psicologia dei processi culturali, 1971.
- La nostra immagine dell'Universo. Astronomia e ideologia, 1971.
- Il pensiero di Bertrand Russell, 1972.
- Il pragmatismo, 1972.
- Aspetti della spiritualità europea dal '500 al '600, 1973.
- Il linguaggio nel pensiero filosofico e pedagogico del mondo antico, 1973.
- Democrazia, Isonomia e Concetto di Stato, 1975.
- Le correnti filosofiche del '900, 1976.
- Riferimento e struttura; Il problema logico-analitico e l'opera di Strawson, 1977.
- Democrazia e gioco maggioritario, 1977.
- Filosofia analitica del tempo, 1979.
- Ideologia e società nell'Islam, 1979.
- La città e lo Stato; Alle origini del pensiero politico occidentale, 1982.
- Millikan e la carica dell'elettrone, 1982.
- Esperienza e riflessione, le tappe della filosofia e della scienza nella cultura occidentale, 1983.
- Piaget; Filosofo, epistemologo, psicologo e pedagogista, 1985.
- L'Islam; Crogiuolo d'idee, di problemi, di angosce, 1985
- Forme culturali e paradigmi umani; Le tappe del pensiero filosofico e pedagogico nella cultura occidentale, 1988.
- Paradigmi umani e educazione, 1990.
- Filosofia del linguaggio; Dalla forma al significato, 1990.
- Cose e parole nella traduzione interculturale, 1993.
- Come Bruno iniziò a parlare: Diario di una maestra di sostegno, 1994.
- La rimozione dell'Eros nel Giansenismo, 1995.
- Civiltà, libertà e mercato nella città greca antica, 1995, (Working Papers n. 16, della Libera Università Internazionale degli Studi Sociali Guido Carli, LUISS, Roma).
- ''Capire l'Islam, 2003.
- Iran, Da Zarathuštra all'Islâm. Un viaggio al centro dell'immaginario religioso e mistico che ha influenzato l'umanità, 2003.
- Islâm, morale e dottrina, 2005.
- Cogitata et scripta, 2007.